# 伴大納言絵詞

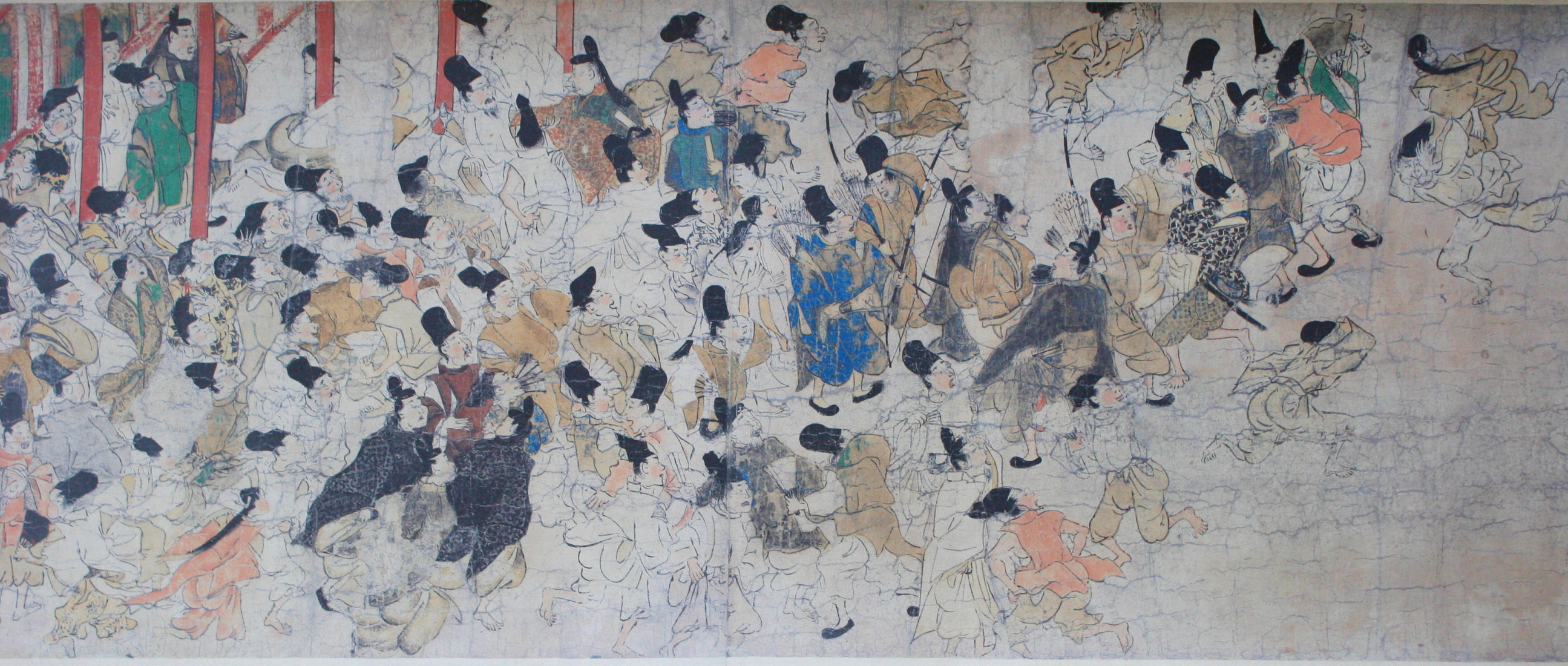
伴大納言絵詞（部分、応天門炎上）

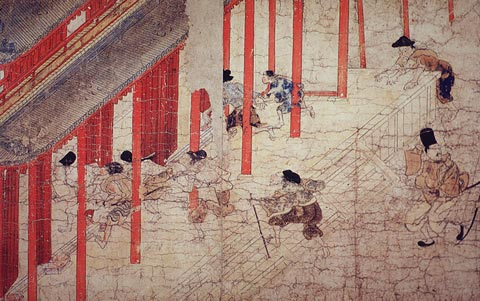
伴大納言絵詞（部分、火事場に駆けつける群衆）

伴大納言絵詞（ばんだいなごんえことば、とものだいなごんえことば）とは、応天門の変を題材にした平安時代末期の絵巻物。『伴大納言絵巻』ともいう。日本の国宝。『源氏物語絵巻』、『信貴山縁起絵巻』、『鳥獣人物戯画』と並んで四大絵巻物と称される。作者は常盤光長（ときわみつなが）とされている。

## 概要

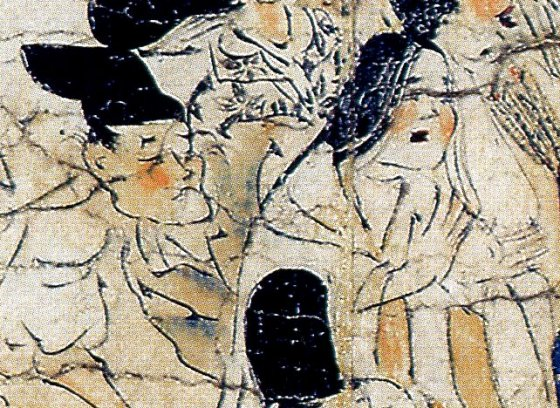
伴大納言絵詞（部分、火事騒ぎの中、女にけしからぬ行為をしかける男）

応天門の変のおよそ300年後、後白河法皇が『年中行事絵巻』とともに常磐光長に描かせたと推定される。作成年については、1177年説があるも定説にならず、不明である。冒頭の詞書は失われているが、内容は『宇治拾遺物語』巻第十の「伴大納言、応天門を焼く事」で補うことができる。

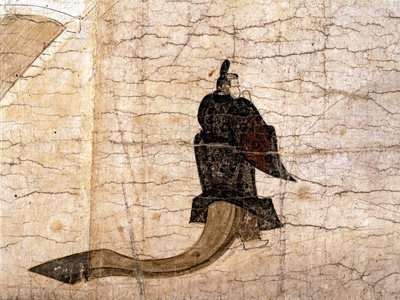
伴大納言絵詞（部分、炎上する応天門を眺めているかのような伴善男と思わしき人物）

応天門の変における、大納言伴善男の陰謀を描いた作品で、
1. 放火され、炎上する応天門
2. 無実の罪で捕らえられる左大臣源信と、嘆き悲しむ女房ら
3. 舎人の子供の喧嘩から、真犯人が発覚
4. 伴善男を捕らえる検非違使の一行

という構成になっている。
平安時代の人々を描いたものとして優れており、特に検非違使の活動を伝えるもので、史料としての価値も高い（但し、人物は院政期のものとされる）。平安時代末期の後白河院政期に成立した絵巻物であり、一時期、最上義光も所有したと言われ、その後武久昌勝が最上家より賜ったとの話が伝わる。その後吉備大臣入唐絵巻（現在ボストン美術館に所蔵）などとともに若狭・酒井家に伝来した（なお、酒井家にこの絵巻を受け渡したのも酒井家に仕官した武久昌勝）。1982年に酒井家から出光美術館に譲渡された（代価は当時で30億円以上に及んだとされる。譲渡が明らかになったのは1983年）。2016年時点でも出光美術館が所蔵する。

## 特徴

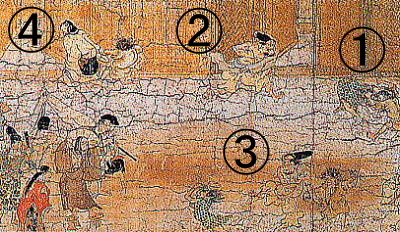
①舎人の子と出納の子の喧嘩。②血相を変えて駆けつける出納。③舎人の子を猛烈に蹴飛ばす出納。④気まずそうにわが子を連れ帰る出納の妻

人物や炎の表現に優れ、大胆な画面構成も高く評価されている。
日本史の教科書によく描かれている、事件の真相解明のきっかけとなった子供の喧嘩の場面では「異時同図法」という手法が用いられている。これは、一つの場面の中に
1. 舎人の子供と大納言伴善男の出納の子供が喧嘩している
2. そこに出納が駆けつける
3. 出納が舎人の子供を蹴飛ばす
4. 出納の妻が子供を連れて帰る、という三つのシーンを一つの場面の中に描いたものである。

### 模写
伴大納言絵巻の模写は5点ほどが存在するとされている。2010年になって、中野幸一早稲田大学名誉教授が1980年代前半に購入した新たな模写の存在が明らかにされた。この模写では、色彩や文様の精細な復元に加えて、原本では剥落してしまった人物などの部分が巧みに復元されており、衣服の模様などが上記のX線調査の結果と大部分一致することが判明するなど、今後の研究における重要な資料になると期待されている。この模写は、収められていた桐箱の張り紙の記述から、幕末の画家冷泉為恭もしくは彼の一門が手がけたとみられる。

## 各巻の内容
各巻の内容について、詞書に基づき、現代語による大意を記す。なお、上巻には詞書がないが、『宇治拾遺物語』に同内容の話が収録されているので、それによる。

### 上巻
（『宇治拾遺物語』より）今は昔、水尾の帝（清和天皇）の時代に、応天門が放火で焼けるという事件があった。時の大納言・伴善男が「犯人は左大臣の源信です」と朝廷に訴えたので、左大臣は処罰されることになった。その頃、太政大臣・藤原良房は、政務は弟の右大臣に譲って、自分は隠棲していたのだが、左大臣処罰の報をきいて驚き、普段着のまま馬を飛ばして、天皇のもとに馳せ参じた。太政大臣は天皇にこう申し上げた。「これは、左大臣に罪をなすりつけようとする者の虚言かもしれませぬ。よくよくお調べになり、事の是非を明らかにしてから処罰されるのがよろしいかと」。天皇はもっともなことよと思い、よく調べると左大臣が犯人だという証拠もないので、赦免することにした。
上巻巻頭は、火災現場に向かう検非違使の役人たち、続いて炎上する応天門とそれを風上と風下で眺める群集が切れ目のない画面に描かれる。次の場面には、清涼殿の前庭に一人たたずみ、炎上する応天門を眺めているかのような後姿の人物が描かれる。この人物が誰を表したものかは定かでなく、伴善男説、源信説、源信の赦免の使者の頭中将とする説などがある。
- 伴善男説 - 福井利吉郎（『絵巻物概説』、1933）、上野直昭（『絵巻物研究』、1950）、黒田日出男（『謎解き伴大納言絵巻』、2002）
- 源信説 - 小松茂美（『日本絵巻大成2』、1977）、倉西裕子（『古代史から解く伴大納言絵巻の謎』、2009）
- 頭中将（藤原基経）説 - 田中豊蔵（『日本美術の研究』、1960）

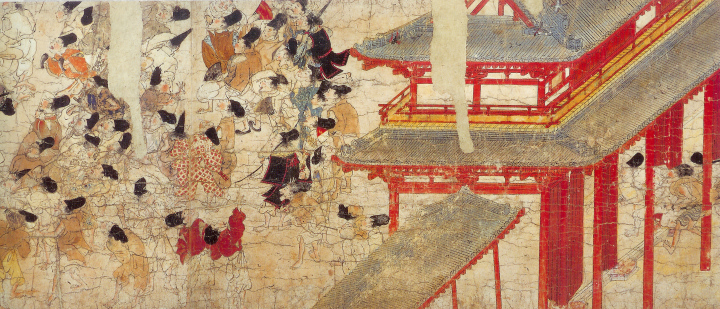
朱雀門内の群集
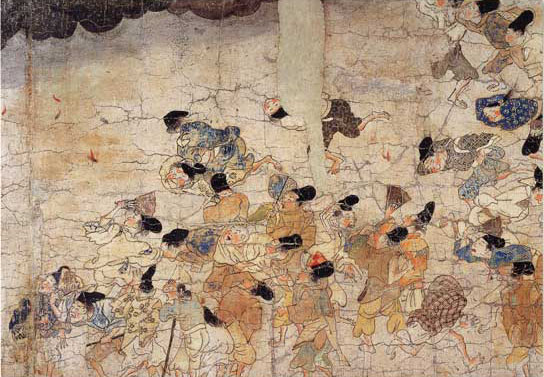
風下で火の子を避けつつ炎上する応天門を眺める群衆
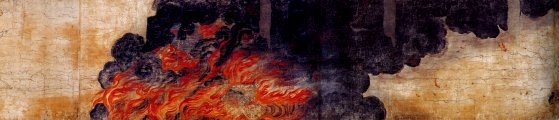
炎上する応天門
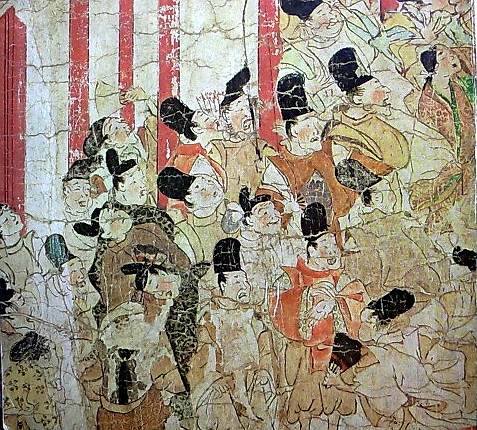
風上の会昌門前で火事を眺める貴族ら
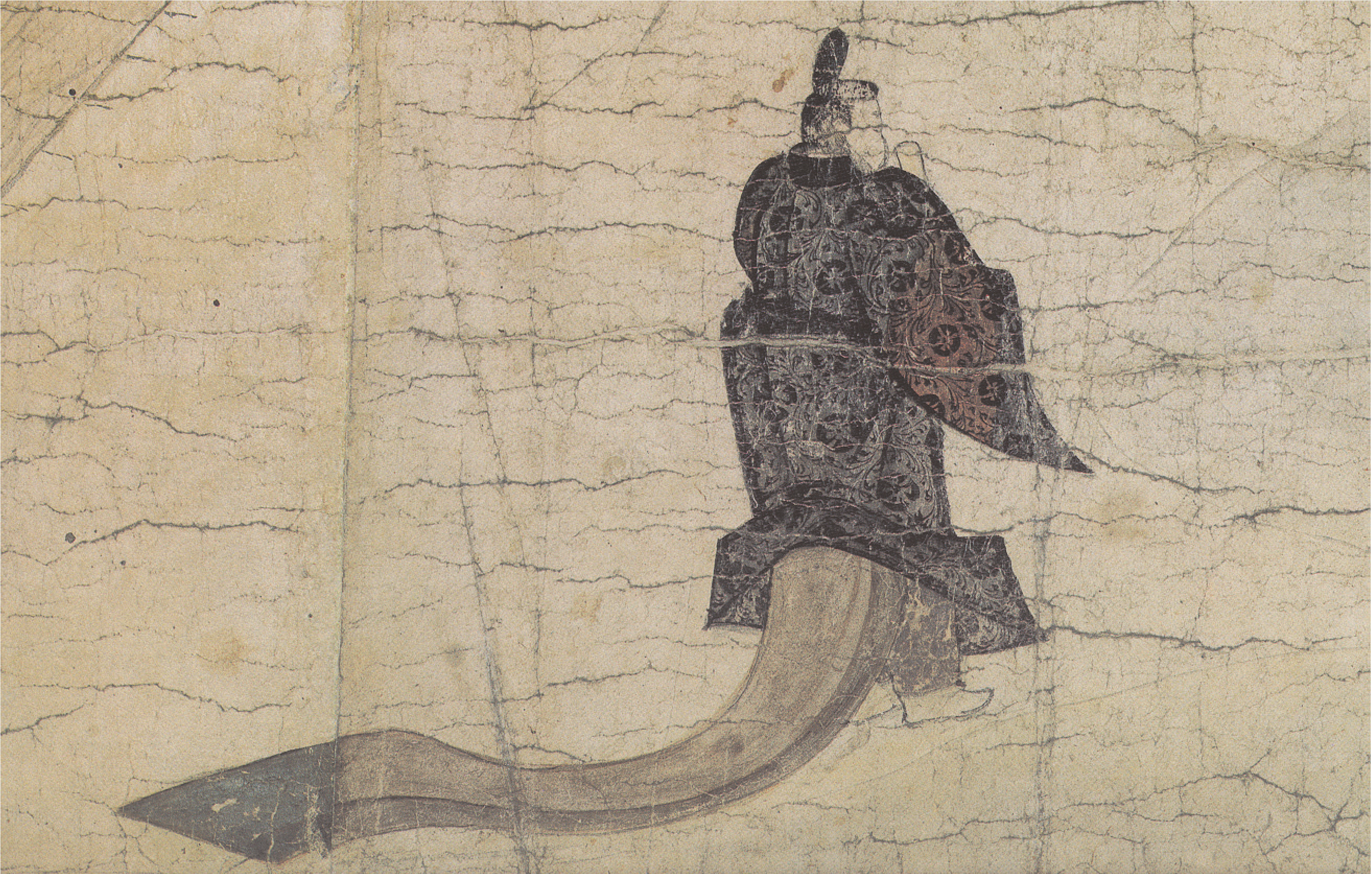
清涼殿前にたたずむ謎の人物
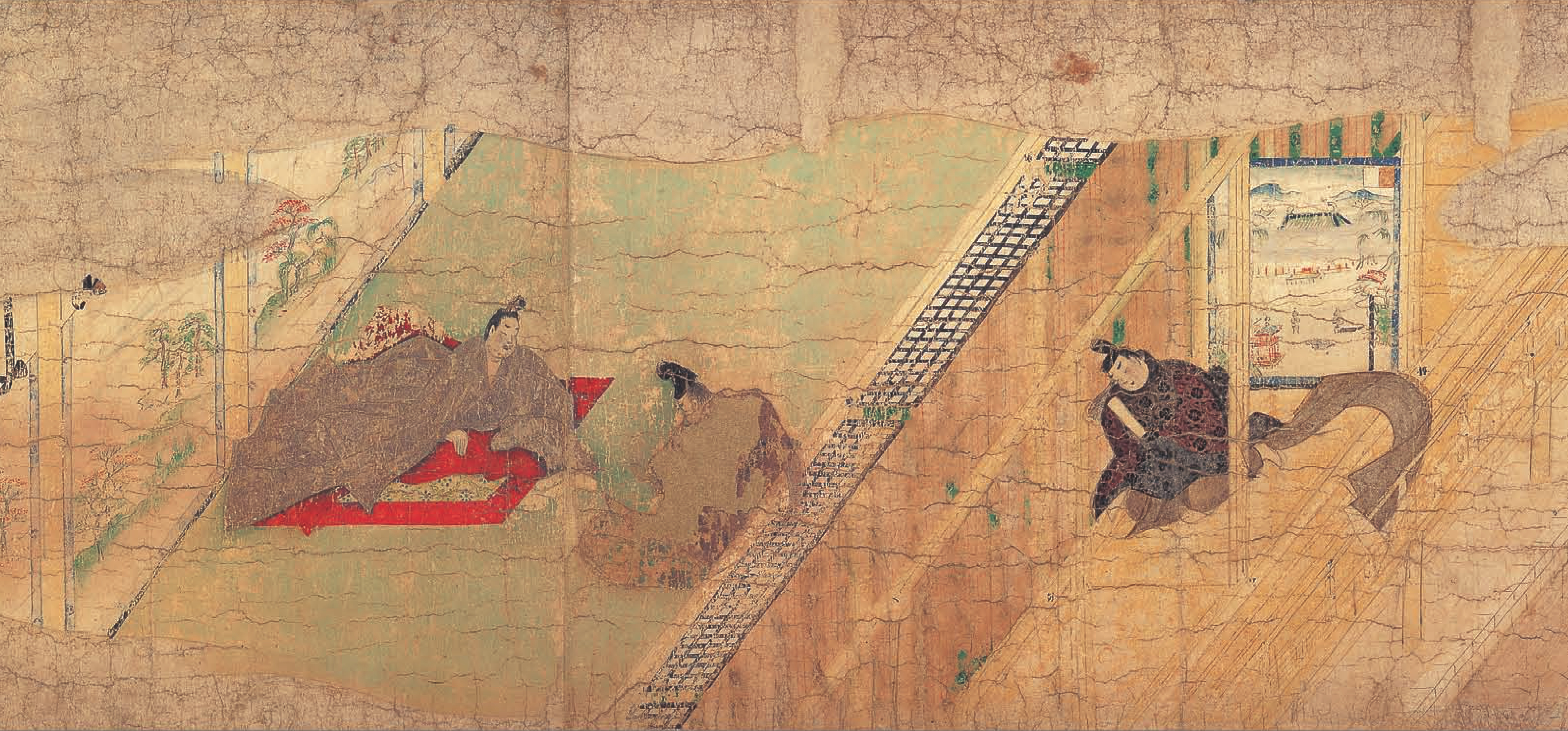
清涼殿で清和天皇（左）に対面する藤原良房
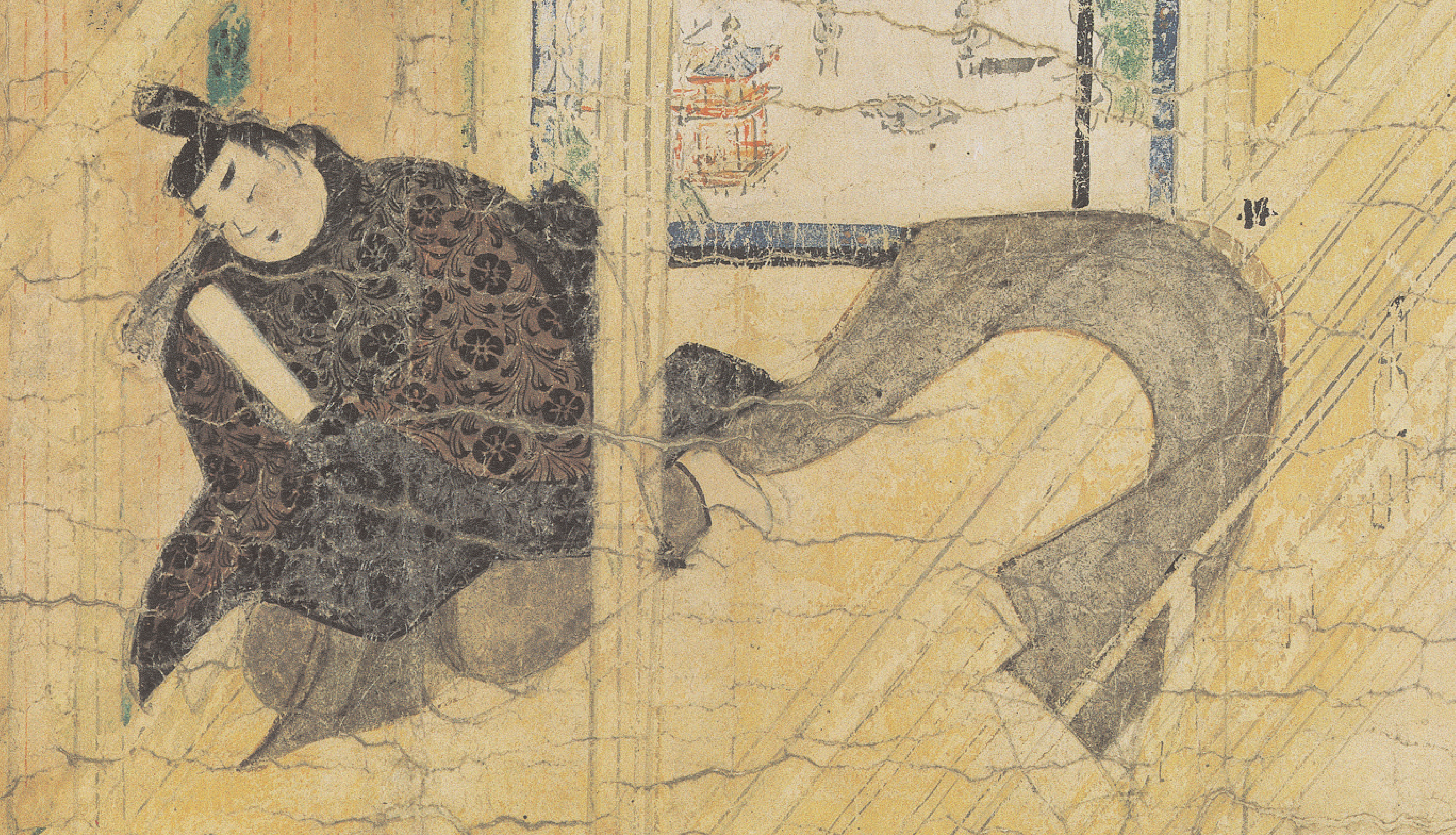
清涼殿広廂に控える人物（頭中将とみられる）

### 中巻
（詞書の大意）左大臣は何も悪いことをした覚えがないのに、こうして無実の罪をきせられることを嘆き、自邸の庭に荒薦（あらごも）を敷き、束帯姿の正装で天の神に無実を訴えた。そこへ、馬に乗って赦免の使者がやってくる。「いよいよ処罰されるのか」と早とちりした左大臣家の人々は家じゅう悲しみ叫ぶが、左大臣は赦免されるのだと知って、今度はうれし泣きすることおびただしい。左大臣は、「宮仕えをしていれば、こうして無実の罪に当たることもあるのだ」と思い、宮仕えにも精勤しなくなってしまった。
左京五条のあたりに住んでいた右兵衛の舎人という者がいた。去る年の秋の頃、舎人が役所の仕事を終えて、夜遅く家に帰ろうとして、応天門の前を通りかかった時のことだ。門に人の気配とひそひそ声がする。舎人が回廊のかげに隠れて見ていると、門の楼上から降りてきたのは伴大納言ではないか。続いて、大納言の子と雑色の「とよきよ」という者も降りてきた。「一体何をやっているのだろう」と、わけもわからずに見ていると、この3人は南の朱雀門の方へ走り去った。舎人もその場を離れ家路につくが、二条堀川のあたりまで来ると、「宮中が火事だ」と騒ぐ声がする。振り返って見ると火事は内裏の方らしい。走り戻って見ると、応天門が燃えているではないか。舎人は「さきほどの人々は放火のために門に上っていたのか」と思ったが、口には出さずにいた。「左大臣が犯人として処罰されるようだ」という話を聞いて、舎人は「真犯人は他にいるのに、なんということだ」と思ったが、かわいそうにと思いつつも口外はできずにいた。その後、左大臣が赦免されたと聞くと、舎人は「無実の罪はいずれ晴れるものなのだ」と思った。
そうこうするうちに9月頃になった。舎人の子どもと、隣家に住んでいる伴大納言の出納の子どもとが喧嘩をしていた。舎人は喧嘩を止めようと家から出てきた。そこへ伴大納言の出納も家から飛び出してきた。出納は、自分の子どもを家に入れ、舎人の子どもの髪をつかみ、打ち伏せて、死ぬばかりに踏みつけた。
舎人「子ども同士の喧嘩ではないか。うちの子どもだけを死ぬほど踏みつけるとは何事か」。
出納「舎人ふぜいが何をぬかすか。おれの主君の大納言様がいる限り、おれが何をしようと何のお咎めもないさ」
舎人「主人の大納言が偉いとでも思っているのか。おれが黙っているからお前の主人も人並みにしていられるのだ。おれが口を開いて大納言の秘密をばらせば、大納言はただではすまないのだぞ」
怒った出納は家に入ってしまった。

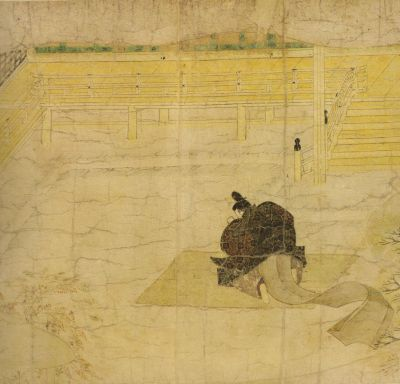
束帯姿で天道に無実を訴える源信
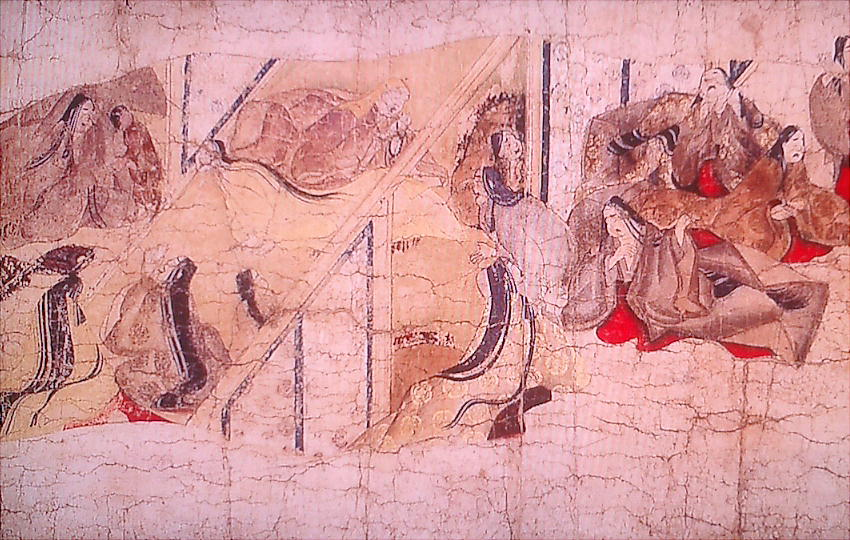
涙にくれる左大臣家の人々、左奥にいるのは左大臣の夫人と子とみられる
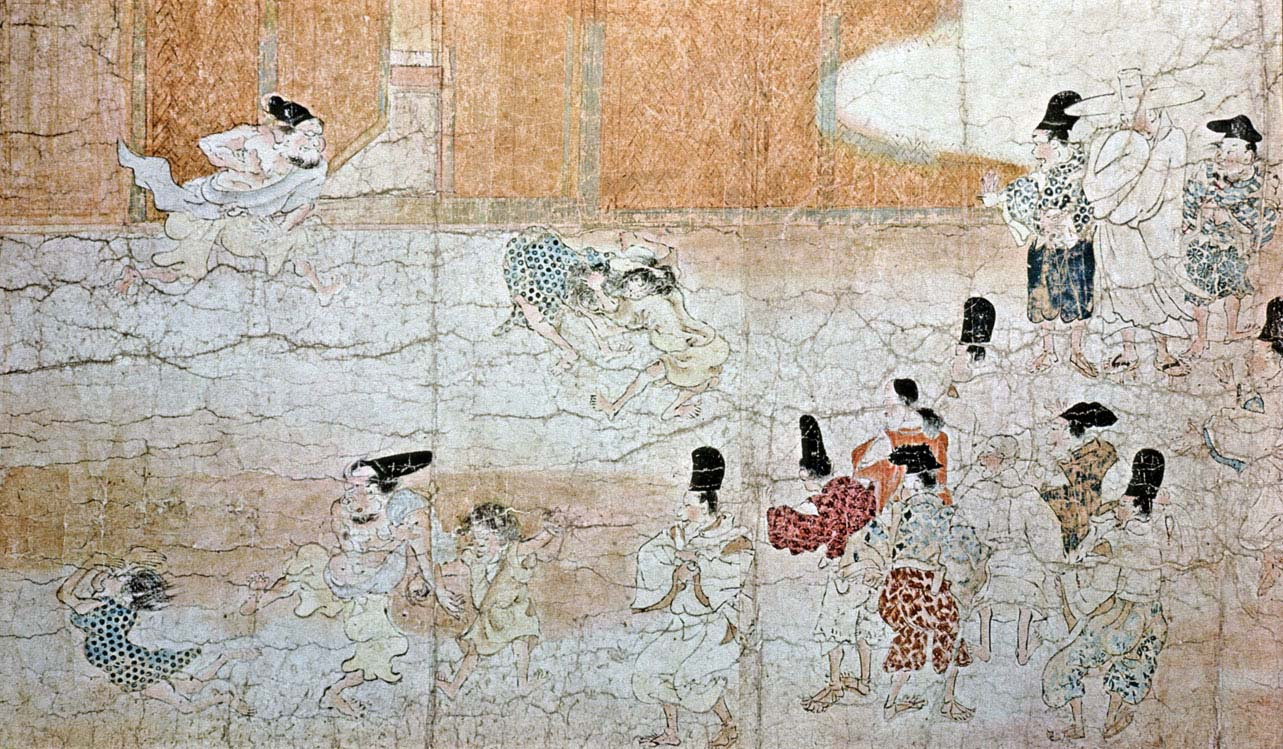
事件の真相発覚のきっかけとなった子供の喧嘩の場面、「異時同図法」の典型的な例として知られる
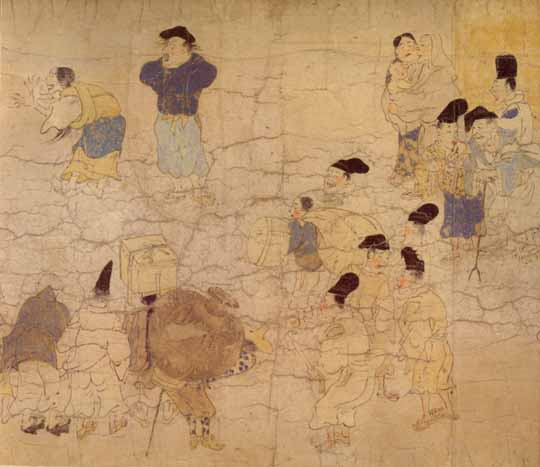
叫ぶ舎人夫婦（左上、伴大納言の出納の横暴を非難し、応天門事件の真相を暴露するか）

### 下巻
（詞書の大意）この騒ぎを見ようとして野次馬が人だかりをなした。ある者は妻子に噂を伝え、噂は人の口から口へ広がって、ついに朝廷にまで達した。舎人は役人に引っ立てられ、取り調べを受けた。舎人ははじめは抵抗していたが、「正直にしゃべらないと、お前も罰せられるぞ」と言われて、とうとう真相をしゃべってしまった。
こうして伴大納言は取り調べの上、流刑となった。応天門に放火し、罪を左大臣になすりつけ、自分が大臣の地位に座ろうとしたのが、かえって自分が処罰されることになったのだ。さぞくやしかったことであろう。

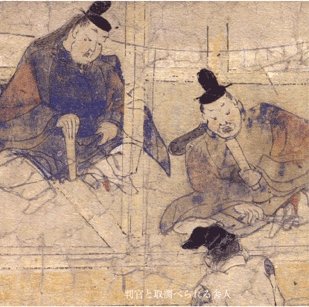
取り調べを受ける舎人（手前）
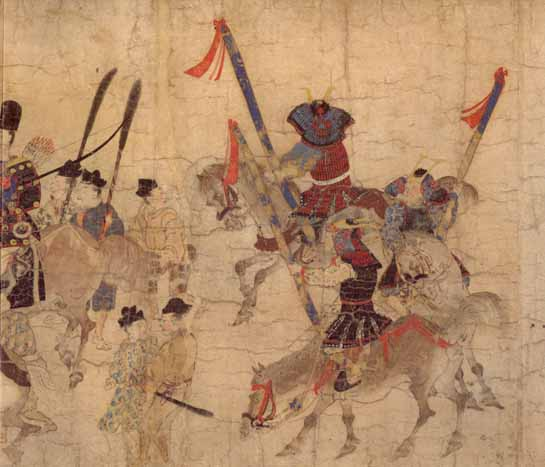
伴大納言逮捕に向かう検非違使の一行
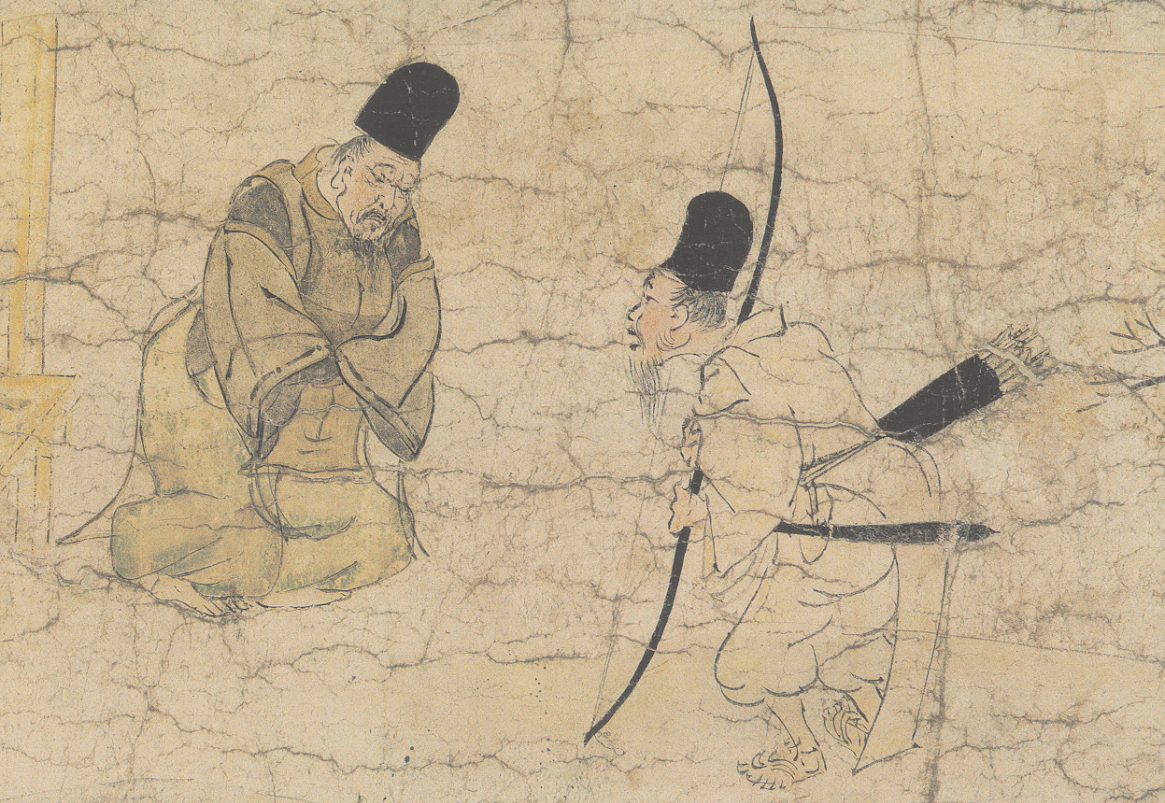
悲痛な面持ちで応対する大納言家の老家司（左）、あわてて出てきたのか裸足である
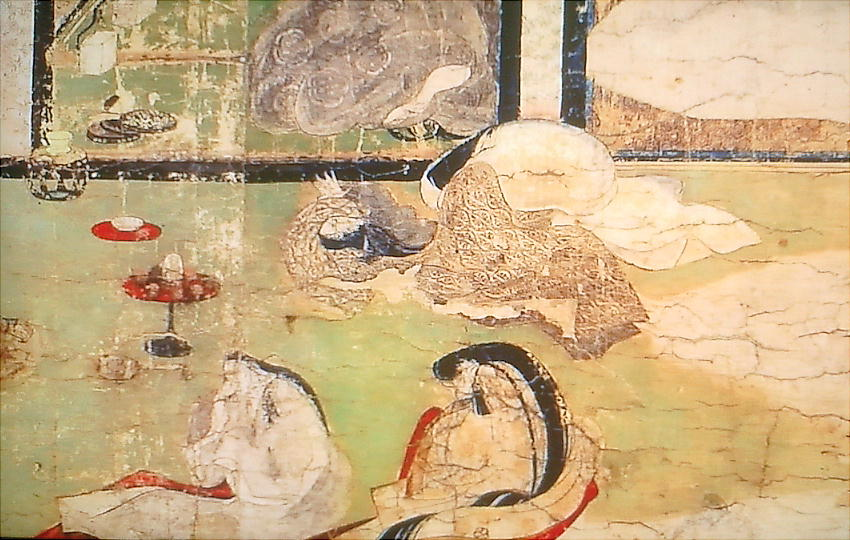
絶望して泣く大納言家の人々
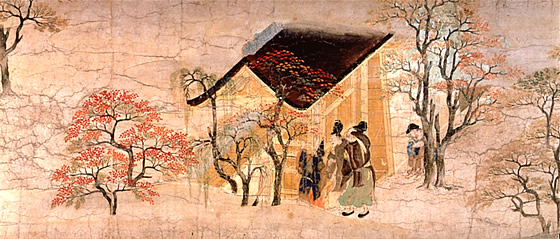
大納言家の門から連行される大納言の車を涙ながらに見送る人々
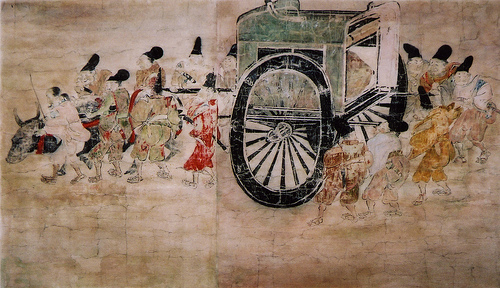
連行される大納言を乗せた八葉車、中に乗っている大納言の衣服の一部が見えるが、その表情はうかがい知れない